# Hội chứng Seckel
Hội chứng Seckel (tên gọi khác: hội chứng người tí hon) là một dạng rối loạn di truyền đặc trưng bởi sự tăng trưởng và phát triển chậm; đầu rất nhỏ (chứng đầu nhỏ); khuyết tật trí tuệ; khuôn mặt có những nét đặc trưng như mắt to, mũi khoằm như mỏ chim, khuôn mặt hẹp và hàm dưới trễ xuống.
Có một số ít bệnh nhân còn có những bất thường về mạch máu. Hội chứng người tí hon được thừa hưởng bởi nhiễm sắc thể thường mang tính trạng lặn, tình trạng này có thể được chia thành 8 phân nhóm khác nhau, tùy theo sự biến đổi gen cụ thể (đột biến). Các phương pháp điều trị chỉ có tính chất hỗ trợ.
Bệnh người tí hon có thể gây ra các biến chứng như tăng trưởng chậm, đầu nhỏ, trí tuệ khuyết tật nghiêm trọng. Đây là bệnh cực kỳ hiếm gặp, chỉ mới có khoảng 100 trường hợp được biết đến.

## Nguyên nhân
Rối loạn di truyền liên quan đến đột biến gen của một trong ba nhiễm sắc thể khác nhau. Có rất nhiều trẻ em được chẩn đoán mắc hội chứng Seckel sinh ra đều có cha mẹ là những người có quan hệ họ hàng gần gũi với nhau như anh chị em họ gần đời nhất hoặc anh chị em ruột.
Hội chứng người tí hon còn là một rối loạn di truyền nhiễm sắc thể mang đặc tính lặn, nghĩa là hội chứng này chỉ xảy ra khi trẻ được thừa hưởng gen bất thường tương tự từ cả cha và mẹ. Nếu trẻ nhận được một gen bình thường và một gen bất thường, trẻ sẽ là người mang gen bệnh nhưng thường không có các triệu chứng biểu hiện ra bên ngoài.
Trong trường hợp có cả cha lẫn mẹ có đột biến nhiễm sắc thể tương tự cho hội chứng Seckel, nguy cơ sinh con mắc hội chứng Seckel là 25% và nguy cơ sinh con mang gen của hội chứng này là 50%.

## Triệu chứng bệnh
Hội chứng Seckel thường có các dấu hiệu, triệu chứng bệnh như sau:
- Biểu hiện đặc trưng bởi sự chậm phát triển trước khi sinh (chậm phát triển trong tử cung), kết quả là cân nặng khi sinh thấp. Sự phát triển bị trì hoãn sau khi sinh dẫn đến tầm vóc thấp (lùn).
- Ngoài ra còn kèm theo các đặc trừng về thể chất liên quan đến hội chứng Seckel bao gồm: đầu nhỏ bất thường (chứng đầu nhỏ); mức độ chậm phát triển tinh thần khác nhau; có thể có các đặc điểm khuôn mặt đặc trưng khác thường như mũi khoằm giống mỏ chim, mắt lớn bất thường, khuôn mặt hẹp, tai biến dạng hoặc hàm nhỏ bất thường (chứng hàm có kích thước nhỏ).
- Có một số trẻ bị ảnh hưởng bởi bệnh này có thể có các ngón tay út cong vĩnh viễn (ngón cong), hông bị dị tật (loạn sản), trật xương cẳng tay (trật xương quay) hoặc những đặc điểm bất thường khác về thể chất.

## Đường lây truyền bệnh
Hội chứng người tí hon mang yếu tố di truyền, không lây truyền từ người này sang người khác qua các con đường tiếp xúc, hô hấp hoặc đường máu...

## Đối tượng nguy cơ nhiễm bệnh
Bệnh người tí hon thường xuất hiện ở những trẻ sơ sinh, đặc biệt với những trường hợp trong gia đình tiền sử có người đã mắc bệnh, hoặc bố mẹ có chứa gen bệnh